# Weinmannia serrata
Weinmannia serrata är en tvåhjärtbladig växtart som beskrevs av Brongn. & Gris. Weinmannia serrata ingår i släktet Weinmannia och familjen Cunoniaceae. Inga underarter finns listade i Catalogue of Life.